# بتیو
بتیو (به لاتین: Betio) یک منطقهٔ مسکونی در کیریباتی است که در جزایر گیلبرت واقع شده‌است. بتیو ۱٫۵۴ کیلومتر مربع مساحت و ۱۷٬۳۵۶ نفر جمعیت دارد.